# Grandi Libri del Mondo Occidentale
Grandi Libri del Mondo Occidentale (titolo originale inglese Great Books of the Western World) è una collana di libri pubblicati in origine negli Stati Uniti nel 1952 dall'Enciclopedia Britannica con lo scopo di presentare il Canone Occidentale in un unico blocco di 54 volumi, con opere scelte integrali dei maggiori scrittori e pensatori del mondo occidentale. La serie è ora arrivata alla sua seconda edizione e contiene 60 volumi. Il catalogo dei Grandi Libri è tenuto dalla Fondazione Grandi Libri (Great Books Foundation) e fa parte del curriculum editoriale Great Books. I primi due volumi furono presentati alla Regina Elisabetta II d'Inghilterra e al Presidente USA Harry S. Truman.

## Redazione
Originariamente pubblicata in 54 volumi, The Great Books of the Western World comprende opere di narrativa, storia, poesia, scienze naturali, matematica, filosofia, dramma, politica, religione, economia ed etica. Il fondatore della collana, Robert Hutchins (già Presidente della University of Chicago), ne scrisse il primo volume, intitolato The Great Conversation, inteso come introduzione e discorso sulla formazione. Il curatore principale, Mortimer Adler, curò i successivi due volumi, The Great Ideas: A Syntopicon, per sottolineare l'unità della serie e, di conseguenza, il pensiero occidentale in generale. Un gruppo di redattori passò mesi a compilare riferimenti e note su argomenti tipo "La libertà dell'uomo in relazione alla volontà di Dio" e "La negazione del Vuoto o vacuum in favore del Pieno o plenum". Raggrupparono gli argomenti in 102 capitoli, per cui Adler scrisse 102 introduzioni.

## Contenuti
I volumi contengono le opere elencate di seguito (in inglese come in originale). I volumi erano contraddistinti da colori diversi sul dorso che ne individuavano le diverse categorie di appartenenza.

### Volume 1
- Great Conversation

### Volume 2
- Syntopicon I: Angel, Animal, Aristocracy, Art, Astronomy, Beauty, Being, Cause, Chance, Change, Citizen, Constitution, Courage, Custom e Convention, Definition, Democracy, Desire, Dialectic, Duty, Education, Element, Emotion, Eternity, Evolution, Experience, Family, Fate, Form, God, Good e Evil, Government, Habit, Happiness, History, Honor, Hypothesis, Idea, Immortality, Induction, Infinity, Judgment, Justice, Knowledge, Labor, Language, Law, Liberty, Life e Death, Logic, e Love

### Volume 3
- Syntopicon II: Man, Mathematics, Matter, Mechanics, Medicine, Memory e Imagination, Metaphysics, Mind, Monarchy, Nature, Necessity e Contingency, Oligarchy, One e Many, Opinion, Opposition, Philosophy, Physics, Pleasure e Pain, Poetry, Principle, Progress, Prophecy, Prudence, Punishment, Quality, Quantity, Reasoning, Relation, Religion, Revolution, Rhetoric, Same e Other, Science, Sense, Sign e Symbol, Sin, Slavery, Soul, Space, State, Temperance, Theology, Time, Truth, Tyranny, Universal e Particular, Virtue e Vice, War e Peace, Wealth, Will, Wisdom, e World

### Volume 4
- Homer
  - The Iliad
  - The Odyssey

### Volume 5

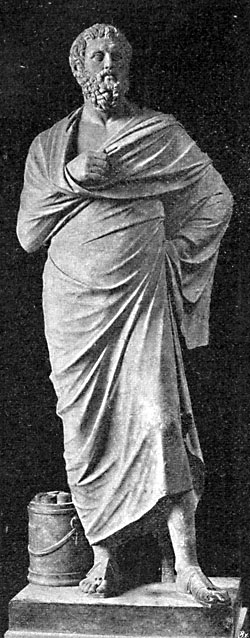
Statua di Sofocle

- Aeschylus
  - The Suppliant Maidens
  - The Persians
  - Seven Against Thebes
  - Prometheus Bound
  - The Oresteia
    - Agamemnon
    - Choephoroe
    - The Eumenides
- SophoclesStatua di Sofocle
  - The Oedipus Cycle
    - Oedipus the King
    - Oedipus at Colonus
    - Antigone

  - Ajax
  - Electra
  - The Trachiniae
  - Philoctetes
- Euripides
  - Rhesus
  - Medea
  - Hippolytus
  - Alcestis
  - Heracleidae
  - The Suppliants
  - Trojan Women
  - Ion
  - Helen
  - Andromache
  - Electra
  - Bacchantes
  - Hecuba
  - Heracles Mad
  - Phoenician Women
  - Orestes
  - Iphigeneia in Tauris
  - Iphigeneia at Aulis
  - Cyclops
- Aristophanes
  - The Acharnians
  - The Knights
  - The Clouds
  - The Wasps
  - Peace
  - The Birds
  - The Frogs
  - Lysistrata
  - Thesmophoriazusae
  - Ecclesiazousae
  - Plutus

### Volume 6
- Herodotus
  - The History
- Thucydides
  - The History of the Peloponnesian War

### Volume 7

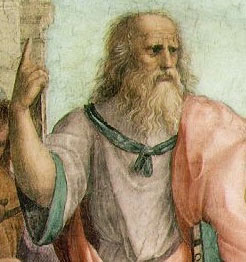
Platone, particolare della Scuola di Atene di Raffaello.

- Plato Platone, particolare della Scuola di Atene di Raffaello.
  - Charmides
  - Lysis
  - Laches
  - Protagoras
  - Euthydemus
  - Cratylus
  - Phaedrus
  - Ion
  - Symposium
  - Meno
  - Euthyphro
  - Apology
  - Crito
  - Phaedo
  - Gorgias
  - The Republic
  - Timaeus
  - Critias
  - Parmenides
  - Theaetetus
  - Sophist
  - Statesman
  - Philebus
  - Laws
  - The Seventh Letter

### Volume 8
- Aristotle
  - Categories
  - De Interpretatione
  - Prior Analytics
  - Posterior Analytics
  - Topics
  - On Sophistical Refutations
  - Physics
  - On Generation and Corruption
  - Meteorology
  - Metaphysics
  - On the Soul

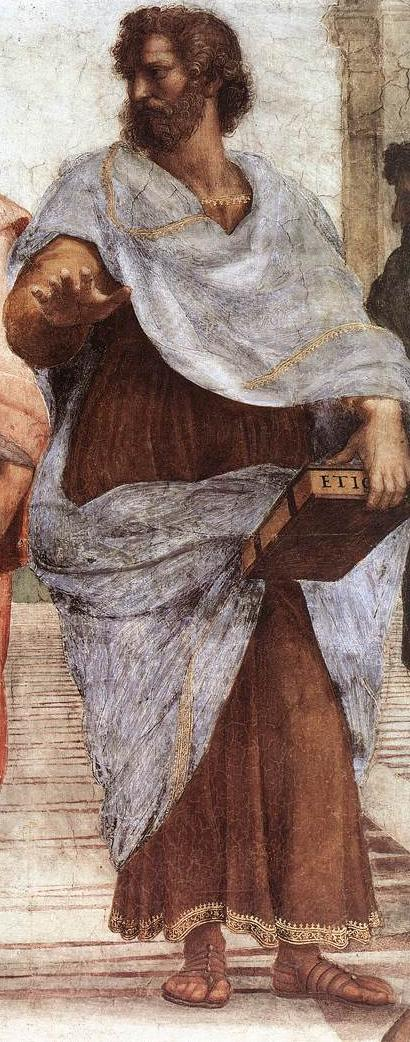
Aristotele. Dettaglio dalla Scuola di Atene di Raffaello Sanzio.

  - Minor biological works (Opere biologiche minori)

### Volume 9
- Aristotle
  - History of Animals
  - On the Parts of Animals
  - On the Motion of Animals
  - On the Gait of Animals
  - On the Generation of Animals
  - Nicomachean Ethics
  - Politics
  - The Athenian Constitution
  - Rhetoric
  - Poetics

### Volume 10
- Hippocrates
  - Works (Corpus Hippocraticum)
- Galen
  - On the Natural Faculties

### Volume 11
- Euclid

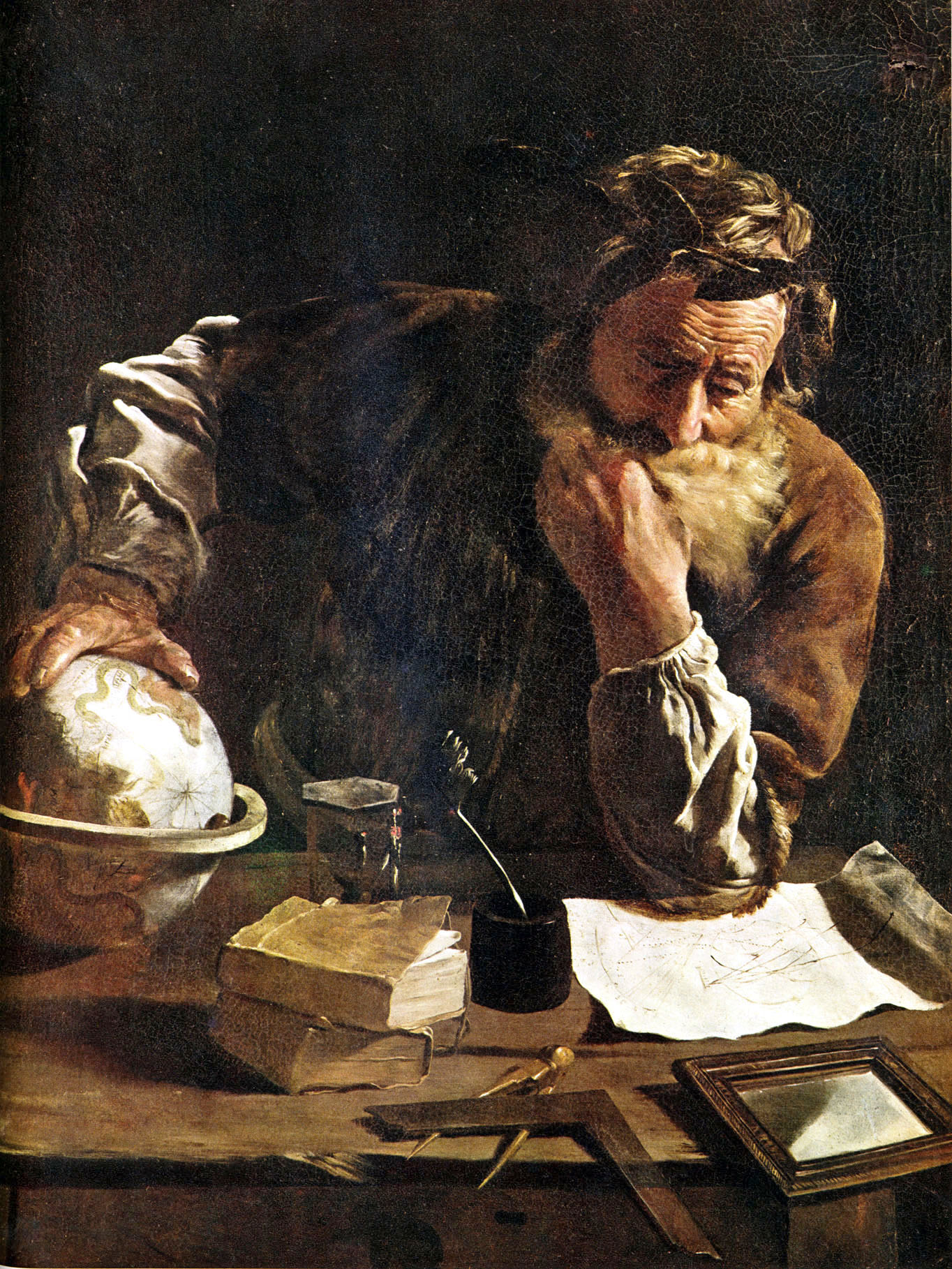
Archimede in un dipinto di Domenico Fetti (1620).

  - The Thirteen Books of Euclid's Elements (I 13 libri degli Elementi)
- Archimedes
  - On the Sphere and Cylinder
  - Measurement of a Circle
  - On Conoids and Pheroids
  - On Spirals
  - On the Equilibrium of Planes
  - The Sand-Reckoner
  - The Quadrature of the Parabola
  - On Floating Bodies
  - Book of Lemmas
  - The Method Treating of Mechanical Problems
- Apollonius of Perga
  - On Conic Sections
- Nicomachus of Gerasa
  - Introduction to Arithmetic

### Volume 12
- Lucretius
  - On the Nature of Things
- Epictetus
  - The Discourses
- Marcus Aurelius
  - The Meditations

### Volume 13
- Virgil
  - The Eclogues
  - The Georgics
  - The Aeneid

### Volume 14
- Plutarch
  - The Lives of the Noble Grecians and Romans

### Volume 15
- P. Cornelius Tacitus
  - The Annals
  - The Histories

### Volume 16
- Ptolemy
  - The Almagest
- Nicolaus Copernicus

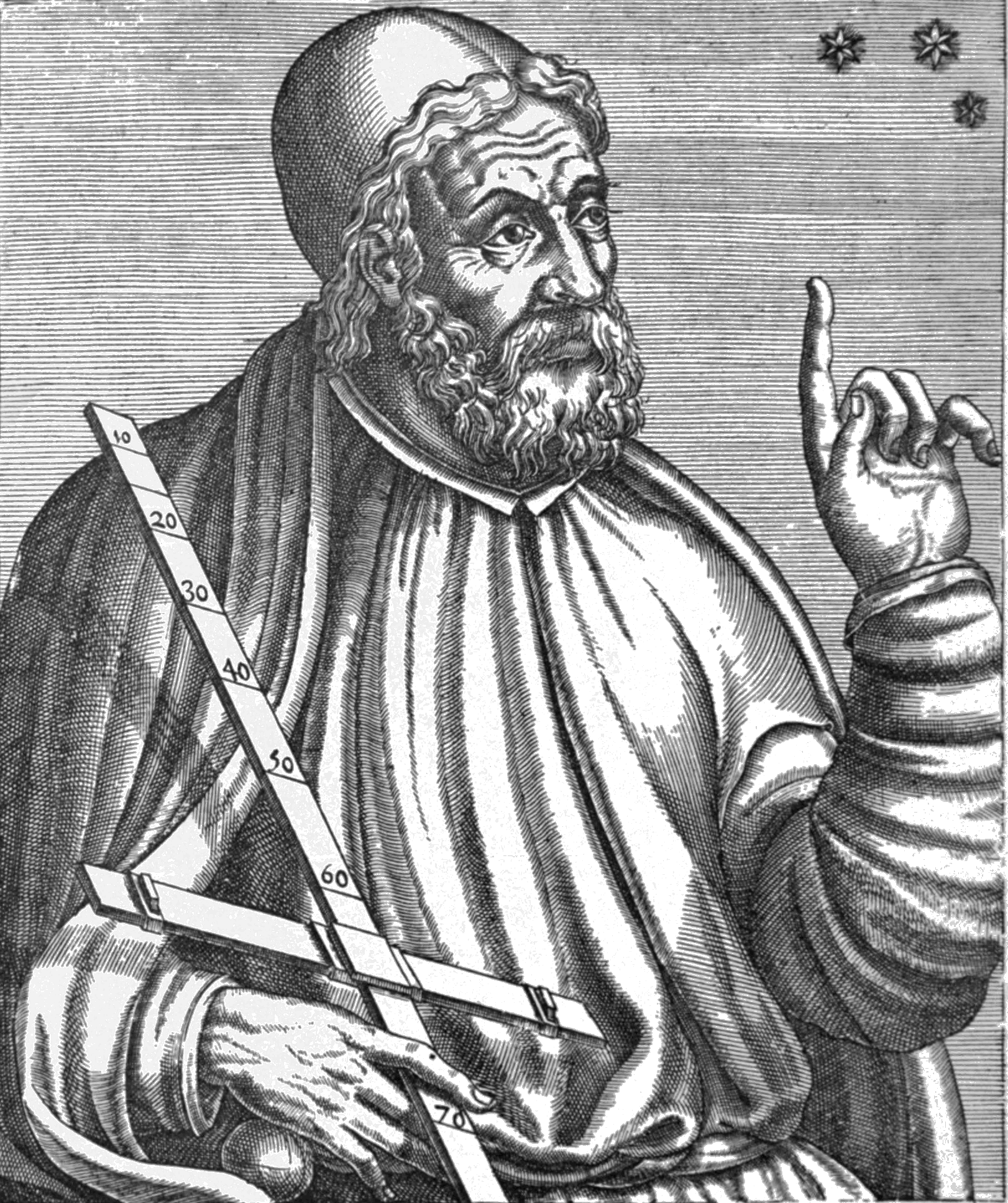
Tolomeo

  - On the Revolutions of Heavenly Spheres
- Johannes Kepler
  - Epitome of Copernican Astronomy (Libri IV - V)
  - The Harmonies of the World (Libro V)

### Volume 17
- Plotinus
  - The Six Enneads

### Volume 18
- Augustine of Hippo
  - The Confessions
  - The City of God
  - On Christian Doctrine

### Volume 19
- Thomas Aquinas
  - Summa Theologica (Prima parte integrale, scelta antologica della seconda parte)

### Volume 20
- Thomas Aquinas
  - Summa Theologica (Scelta antologica della II e III parte, e supplemento) Dante Alighieri (ritratto di Sandro Botticelli).

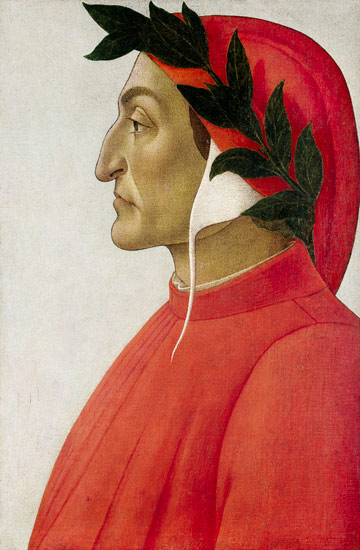
Dante Alighieri (ritratto di Sandro Botticelli).

### Volume 21
- Dante Alighieri
  - The Divine Comedy

### Volume 22
- Geoffrey Chaucer
  - Troilus and Criseyde
  - The Canterbury Tales

### Volume 23
- Niccolò Machiavelli
  - The Prince
- Thomas Hobbes
  - Leviathan

### Volume 24
- François Rabelais
  - Gargantua and Pantagruel

### Volume 25
- Michel Eyquem de Montaigne
  - Essays (Saggi)

### Volume 26
- William ShakespeareWilliam Shakespeare

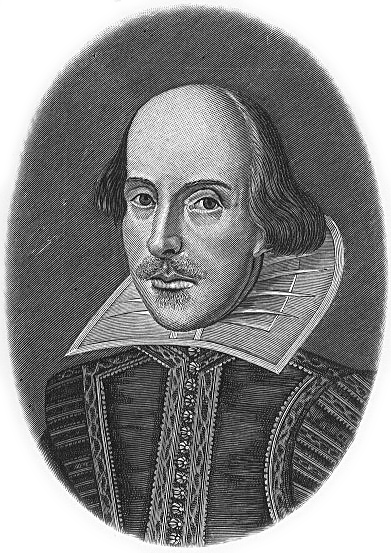
William Shakespeare

  - The First Part of King Henry the Sixth
  - The Second Part of King Henry the Sixth
  - The Third Part of King Henry the Sixth
  - The Tragedy of Richard the Third
  - The Comedy of Errors
  - Titus Andronicus
  - The Taming of the Shrew
  - The Two Gentlemen of Verona
  - Love's Labour's Lost
  - Romeo and Juliet
  - The Tragedy of King Richard the Second
  - A Midsummer-Night's Dream
  - The Life and Death of King John
  - The Merchant of Venice
  - The First Part of King Henry the Fourth
  - The Second Part of King Henry the Fourth
  - Much Ado About Nothing
  - The Life of King Henry the Fifth
  - Julius Caesar
  - As You Like It

### Volume 27
- William Shakespeare
  - Twelfth Night; or, What You Will
  - The Tragedy of Hamlet, Prince of Denmark
  - The Merry Wives of Windsor
  - Troilus and Cressida 
  - All's Well That Ends Well
  - Measure For Measure
  - Othello, the Moor of Venice
  - King Lear
  - Macbeth
  - Antony and Cleopatra
  - Coriolanus
  - Timon of Athens
  - Pericles, Prince of Tyre
  - Cymbeline
  - The Winter's Tale
  - The Tempest
  - The Famous History of the Life of King Henry the Eighth

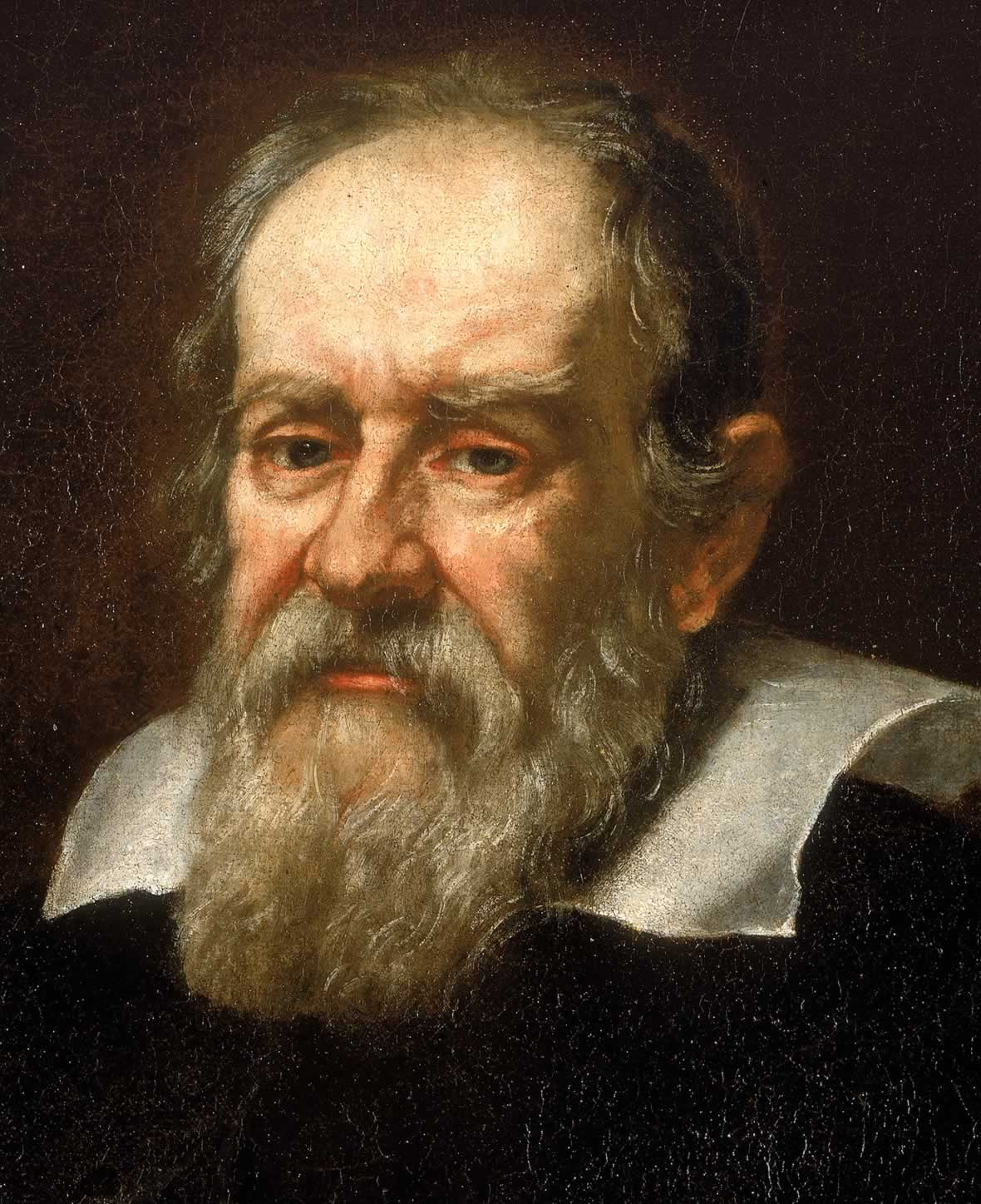
Galileo Galilei

  - Sonnets Galileo Galilei

### Volume 28
- William Gilbert
  - On the Loadstone and Magnetic Bodies
- Galileo Galilei
  - Dialogues Concerning the Two New Sciences
- William Harvey
  - On the Motion of the Heart and Blood in Animals
  - On the Circulation of Blood
  - On the Generation of Animals

### Volume 29
- Miguel de Cervantes
  - The History of Don Quixote de la Mancha

### Volume 30
- Sir Francis Bacon
  - Advancement of Learning
  - Novum Organum
  - New Atlantis

### Volume 31
- René Descartes
  - Rules for the Direction of the Mind
  - Discourse on the Method
  - Meditations on First Philosophy
  - Objections Against the Meditations and Replies
  - The Geometry
- Benedict de Spinoza
  - Ethics

### Volume 32
- John Milton
  - English Minor Poems (scritti poetici minori)
  - Paradiso perduto
  - Samson Agonistes
  - Areopagitica

### Volume 33
- Blaise Pascal
  - The Provincial Letters
  - Pensées

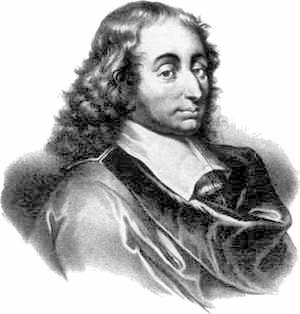
Ritratto di Blaise Pascal

  - Scientific and mathematical essays (Saggi scientifici e matematici)

### Volume 34
- Sir Isaac Newton
  - Mathematical Principles of Natural Philosophy
  - Optics
- Christian Huygens
  - Treatise on Light

### Volume 35
- John Locke
  - A Letter Concerning Toleration
  - Two Treatises of Government, Second Essay (secondo saggio)
  - An Essay Concerning Human Understanding
- George Berkeley
  - The Principles of Human Knowledge
- David Hume
  - An Enquiry Concerning Human Understanding

### Volume 36
- Jonathan Swift
  - Gulliver's Travels
- Laurence Sterne
  - The Life and Opinions of Tristram Shandy, Gentleman

### Volume 37
- Henry Fielding
  - The History of Tom Jones, a Foundling

### Volume 38
- Charles de Secondat, Baron de Montesquieu
  - The Spirit of the Laws
- Jean Jacques Rousseau
  - A Discourse on the Origin of Inequality
  - A Discourse on Political Economy
  - The Social Contract

### Volume 39
- Adam Smith
  - An Inquiry into the Nature and Causes of the Wealth of Nations

### Volume 40
- Edward Gibbon
  - The Decline and Fall of the Roman Empire (Parte I)

### Volume 41
- Edward Gibbon
  - The Decline and Fall of the Roman Empire (Parte II)

### Volume 42
- Immanuel Kant Immanuel Kant
  - The Critique of Pure Reason

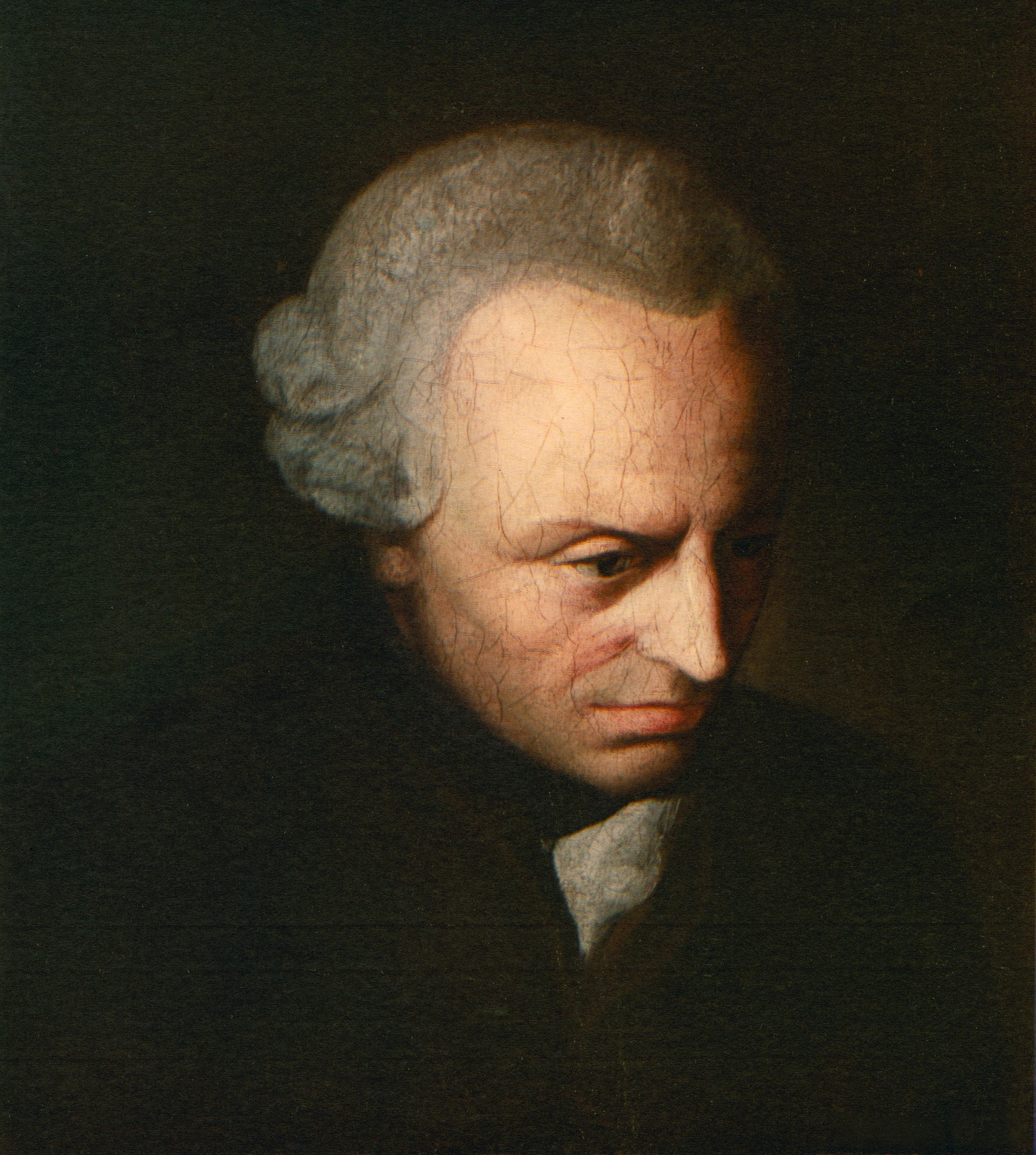
Immanuel Kant

  - Fundamental Principles of the Metaphysic of Morals
  - The Critique of Practical Reason
  - Excerpts from The Metaphysics of Morals, (Estratti da La metafisica dei costumi)
    - Preface and Introduction to the Metaphysical Elements of Ethics with a note on Conscience
    - General Introduction to the Metaphysic of Morals
    - The Science of Right

  - The Critique of Judgement

### Volume 43
- American State Papers (Documenti degli Stati Uniti)
  - Declaration of Independence
  - Articles of Confederation
  - The Constitution of the United States of America
- Alexander Hamilton, James Madison, John Jay
  - The Federalist
- John Stuart Mill
  - On Liberty
  - Considerations on Representative Government
  - Utilitarianism

### Volume 44
- James Boswell
  - The Life of Samuel Johnson, LL.D.

### Volume 45
- Antoine Laurent Lavoisier
  - Elements of Chemistry
- Jean Baptiste Joseph Fourier
  - Analytical Theory of Heat
- Michael Faraday
  - Experimental Researches in Electricity

### Volume 46
- Georg Wilhelm Friedrich Hegel
  - The Philosophy of Right
  - The Philosophy of History

### Volume 47
- Johann Wolfgang von Goethe
  - Faust

### Volume 48
- Herman Melville
  - Moby Dick

### Volume 49
- Charles Darwin
  - The Origin of Species by Means of Natural Selection
  - The Descent of Man and Selection in Relation to Sex

### Volume 50
- Karl Marx
  - Capital
- Karl Marx and Friedrich Engels
  - Manifesto of the Communist Party

### Volume 51
- Count Leo Tolstoy
  - War and Peace

### Volume 52
- Fyodor Mikhailovich Dostoevsky
  - The Brothers Karamazov

### Volume 53
- William James
  - The Principles of Psychology

### Volume 54
- Sigmund Freud
  - The Origin and Development of Psycho-Analysis
  - Selected Papers on Hysteria
  - The Sexual Enlightenment of Children
  - The Future Prospects of Psycho-Analytic Therapy
  - Observations on "Wild" Psycho-Analysis
  - The Interpretation of Dreams
  - On Narcissism
  - Instincts and Their Vicissitudes
  - Repression
  - The Unconscious
  - A General Introduction to Psycho-Analysis
  - Beyond the Pleasure Principle
  - Group Psychology and the Analysis of the Ego
  - The Ego and the Id
  - Inhibitions, Symptoms, and Anxiety
  - Thoughts for the Times on War and Death
  - Civilization and Its Discontents
  - New Introductory Lectures on Psycho-Analysis

## Seconda edizione

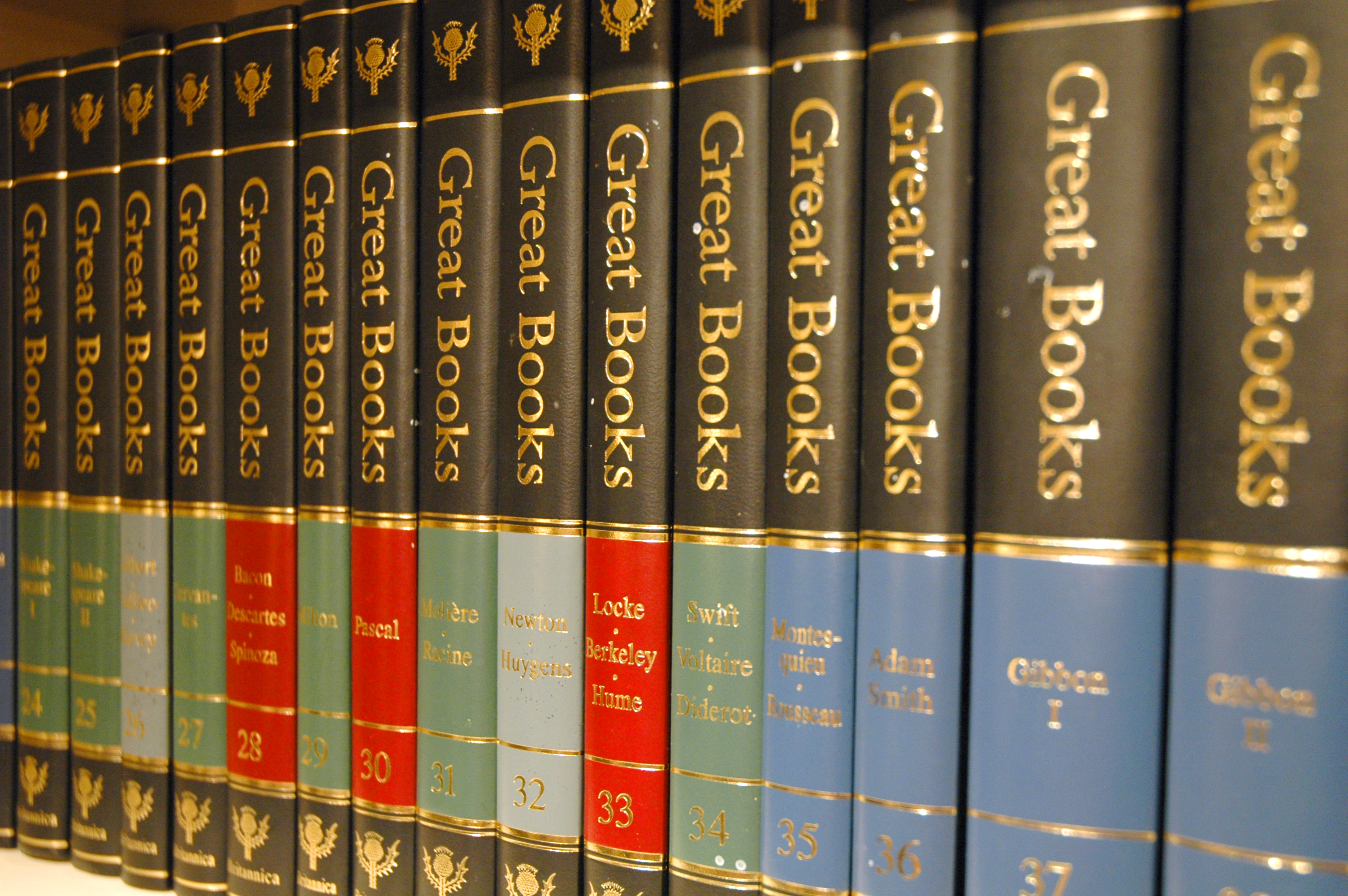
I Grandi Libri (seconda edizione)

Nel 1990 fu pubblicata una seconda edizione dei Grandi Libri, con rinnovate traduzioni e aggiornamenti, e altri sei volumi dedicati al XX secolo, periodo quasi mancante nella prima edizione. Una quantità di libri pre-XX secolo furono inoltre aggiunti, mentre quattro vennero eliminati: On Conic Sections di Apollonius, Tristram Shandy di Laurence Sterne, Tom Jones di Henry Fielding, e Analytical Theory of Heat di Joseph Fourier. Adler in seguito espresse disappunto per l'esclusione dei capitoli On Conic Sections e Tom Jones. Adler inoltre dichiarò la sua contrarietà per l'aggiunta di Candide di Voltaire, e affermò che il Syntopicon avrebbe dovuto comprendere riferimenti al Corano. Ribatté anche alle critiche che indicavano la serie come troppo europeo-occidentale e non sufficientemente rappresentativa di autori femminili o appartenenti a minoranze.
Libri pre-XX secolo aggiunti per la seconda edizione (la numerazione dei volumi non risulta compatibile con la prima edizione a causa del riordinamento di alcuni libri—vedi la tabella completa dei contenuti):
Volume 20 2^
- John Calvin
  - Institutes of the Christian Religion (antologia)

Volume 23 2^
- Erasmus
  - The Praise of Folly

Volume 31 2^ 
- Molière Molière ritratto da Nicolas Mignard (1658)
  - The School for Wives

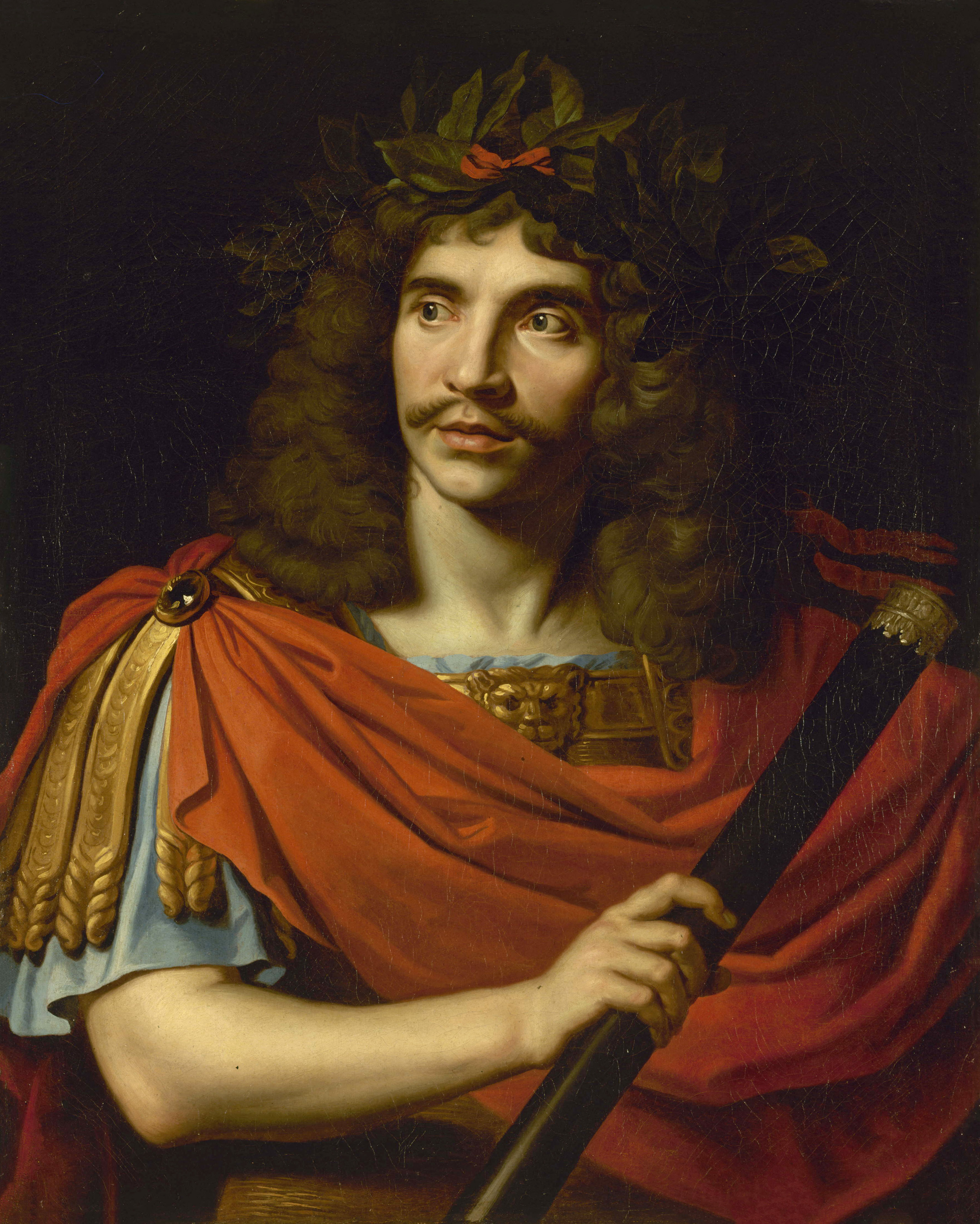
Molière ritratto da Nicolas Mignard (1658)

  - The Critique of the School for Wives
  - Tartuffe
  - Don Juan
  - The Miser
  - The Would-Be Gentleman
  - The Would-Be Invalid
- Jean Racine
  - Bérénice
  - Phèdre

Volume 34 2^ 
- Voltaire
  - Candide
- Denis Diderot
  - Rameau's Nephew

Volume 43 2^ 
- Søren Kierkegaard
  - Fear and Trembling
- Friedrich Nietzsche
  - Beyond Good and Evil

Volume 44 2^ 
- Alexis de Tocqueville
  - Democracy in America

Volume 45 2^ 
- Honoré de Balzac
  - Cousin Bette

Volume 46 2^ 
- Jane Austen
  - Emma
- George Eliot
  - Middlemarch

Volume 47 2^ 
- Charles Dickens
  - Little Dorrit

Volume 48 2^ 
- Mark Twain
  - Huckleberry Finn

Volume 52 2^ 
- Henrik Ibsen
  - A Doll's House
  - The Wild Duck
  - Hedda Gabler
  - The Master Builder

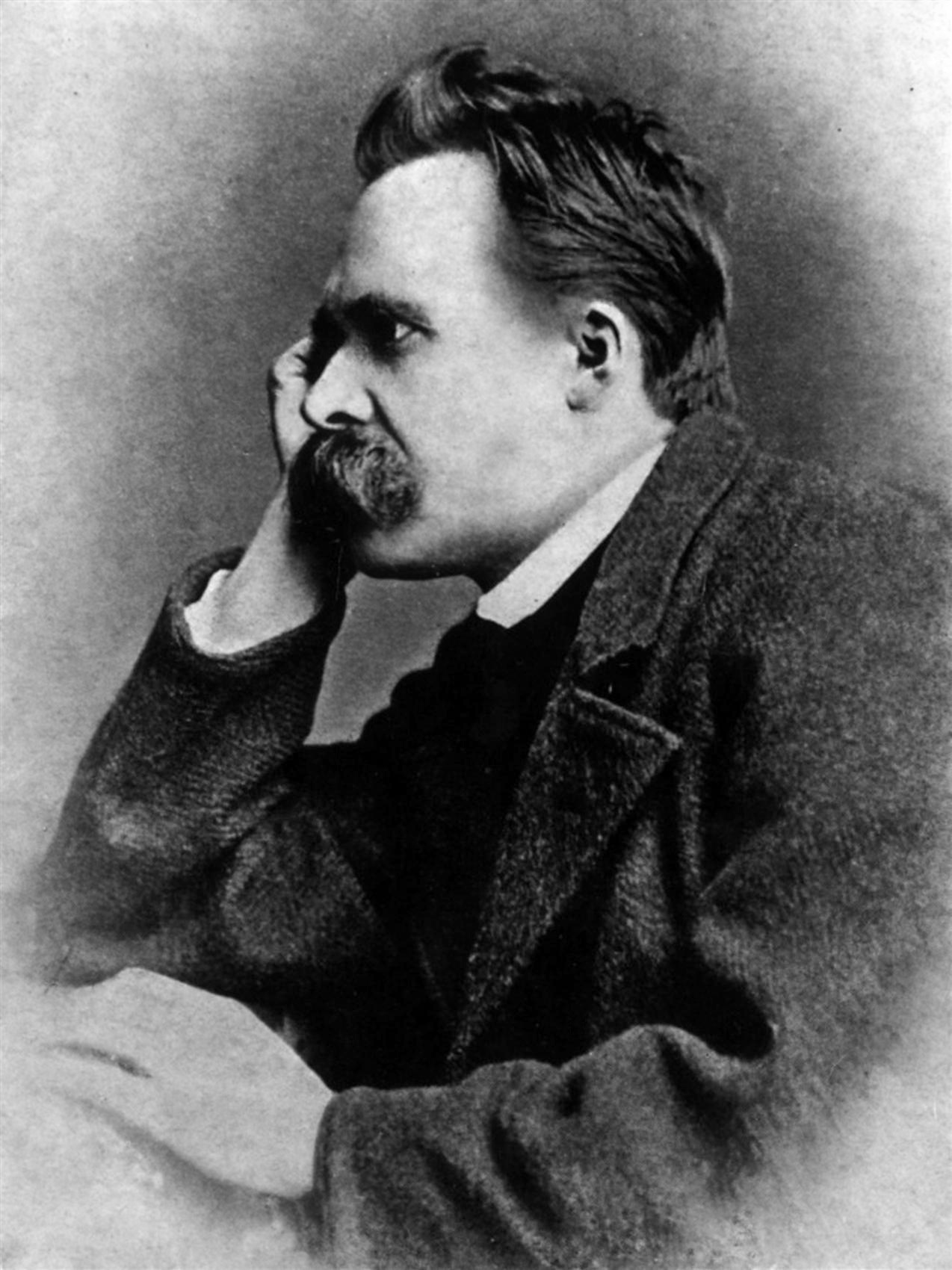
Friedrich Nietzsche

I sei volumi contenenti materiale del XX secolo, comprendevano (e sono) i seguenti:

### Volume 55
- William James
  - Pragmatismo
- Henri Bergson
  - An Introduction to Metaphysics
- John Dewey
  - Experience in Education
- Alfred North Whitehead
  - Science and the Modern World
- Bertrand Russell
  - The Problems of Philosophy
- Martin Heidegger
  - What Is Metaphysics?
- Ludwig Wittgenstein
  - Philosophical Investigations
- Karl Barth
  - The Word of God and the Word of Man

### Volume 56
- Henri Poincaré
  - Science and Hypothesis
- Max Planck
  - Scientific Autobiography and Other Papers
- Alfred North Whitehead
  - An Introduction to Mathematics
- Albert Einstein
  - Relativity: The Special and the General Theory Albert Einstein
- Arthur Eddington
  - The Expanding Universe
- Niels Bohr

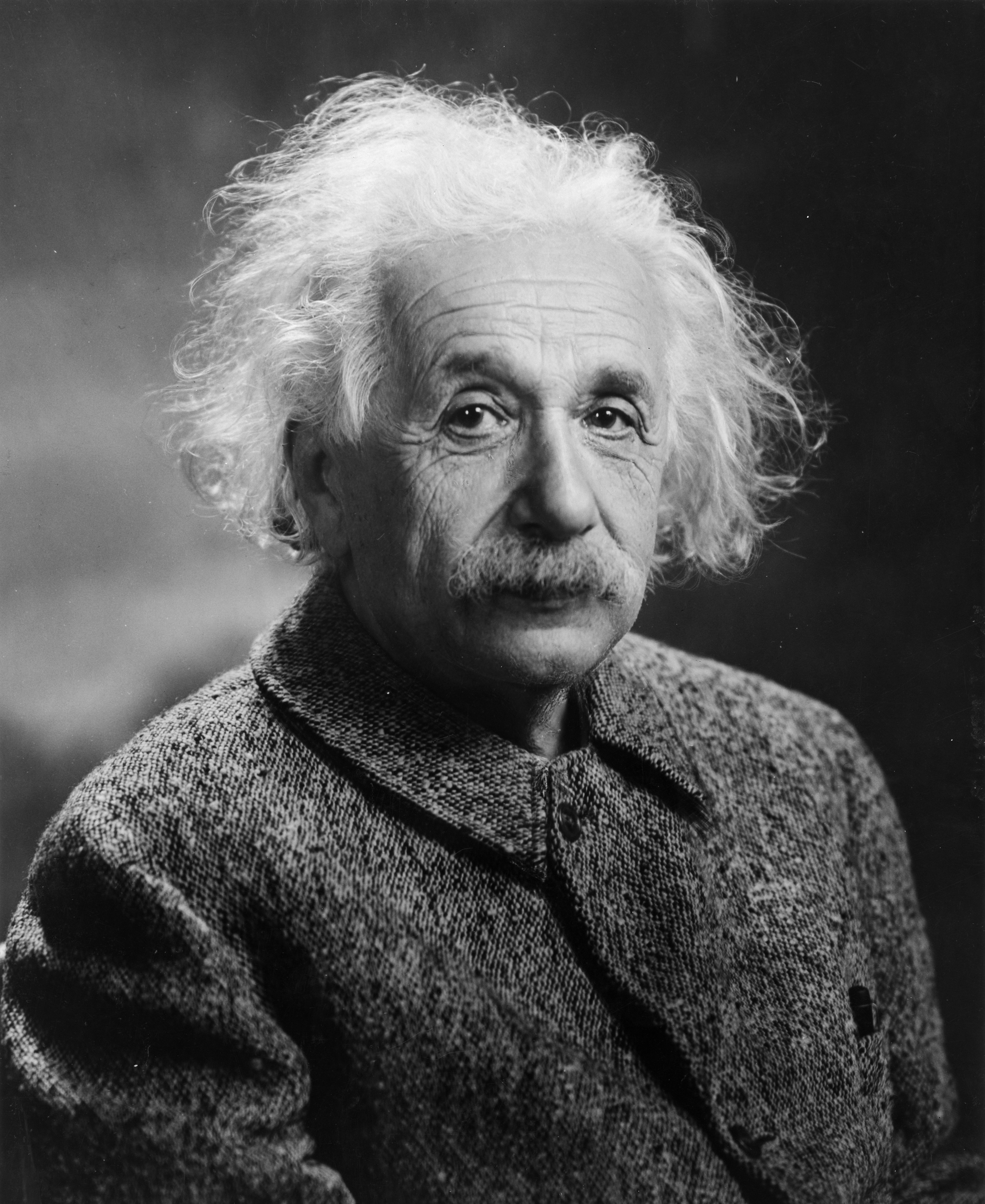
Albert Einstein

  - Atomic Theory and the Description of Nature (antologia)
  - Discussion with Einstein on Epistemology
- Godfrey Harold Hardy
  - A Mathematician's Apology
- Werner Karl Heisenberg
  - Physics and Philosophy
- Erwin Schrödinger
  - What Is Life?
- Theodosius Dobzhansky
  - Genetics and the Origin of Species
- Conrad Hal Waddington
  - The Nature of Life

### Volume 57
- Thorstein Veblen
  - The Theory of the Leisure Class
- R. H. Tawney
  - The Acquisitive Society
- John Maynard Keynes
  - The General Theory of Employment, Interest and Money

### Volume 58
- Sir James George Frazer
  - The Golden Bough (scelta antologica)
- Max Weber
  - Essays in Sociology (scelta antologica)
- Johan Huizinga
  - The Waning of the Middle Ages
- Claude Lévi-Strauss
  - Structural Anthropology (scelta antologica)

### Volume 59
- Henry James Luigi Pirandello
  - The Beast in the Jungle
- George Bernard Shaw
  - Saint Joan
- Joseph Conrad
  - Heart of Darkness
- Anton Chekhov
  - Uncle Vanya
- Luigi Pirandello

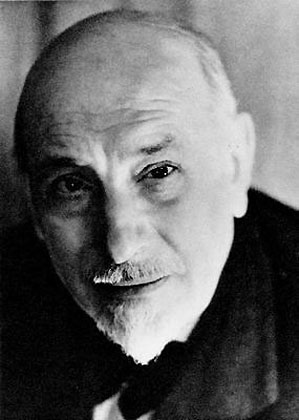
Luigi Pirandello

  - Six Characters in Search of an Author
- Marcel Proust
  - Remembrance of Things Past: Swann in Love
- Willa Cather
  - A Lost Lady
- Thomas Mann
  - Death in Venice
- James Joyce
  - A Portrait of the Artist as a Young Man

### Volume 60
- Virginia Woolf
  - To the Lighthouse
- Franz Kafka Franz Kafka nel 1906
  - The Metamorphosis
- D. H. Lawrence
  - The Prussian Officer
- T. S. Eliot
  - The Waste Land
- Eugene O'Neill
  - Mourning Becomes Electra
- F. Scott Fitzgerald
  - The Great Gatsby
- William Faulkner
  - A Rose for Emily
- Bertolt Brecht
  - Mother Courage and Her Children
- Ernest Hemingway

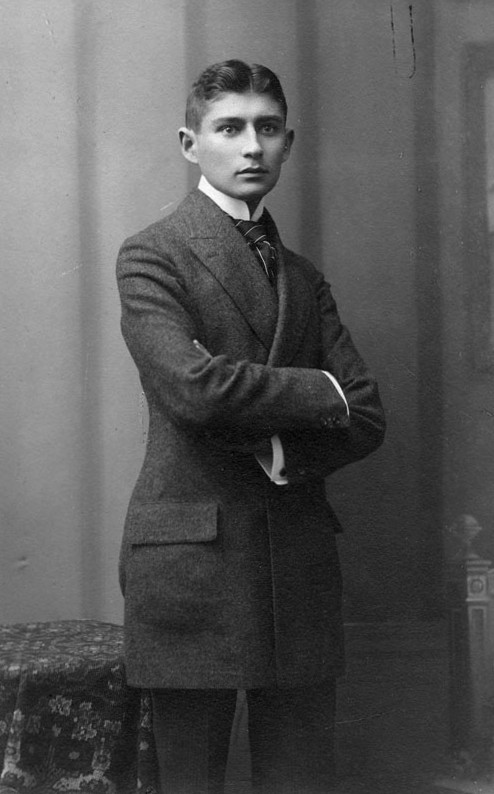
Franz Kafka nel 1906

  - The Short Happy Life of Francis Macomber
- George Orwell
  - Animal Farm
- Samuel Beckett
  - Waiting for Godot

## Edizioni
- Encyclopædia Britannica Inc., Grandi Libri del Mondo Occidentale, collana Great Books, Great Books Foundation,  pp. 37.000, ISBN 0-85229-531-6.